# آبراهام لینکلن
آبراهام لینکُلن (به انگلیسی: Abraham Lincoln)؛ تلفظ انگلیسی: ‎i‎/ˈeɪbrəhæm ˈlɪŋkən/‎؛ (۱۲ فوریهٔ ۱۸۰۹ – ۱۵ آوریل ۱۸۶۵) دولتمرد و وکیل آمریکایی بود که از سال ۱۸۶۱ تا زمان ترور وی در سال ۱۸۶۵ به عنوان شانزدهمین رئیس‌جمهور ایالات متحدهٔ آمریکا فعالیت می‌کرد. لینکلن کشور را در زمان جنگ داخلی آمریکا، بزرگ‌ترین بحران اخلاقی و سیاسی کشور، رهبری کرد. در دوران ریاست‌جمهوری‌اش وی موفق به حفظ اتحادیه، الغای برده‌داری، تقویت دولت فدرال و مدرن‌سازی اقتصاد ایالات متحده شد.
لینکلن در خانواده‌ای تهی‌دست در یک کلبه چوبی واقع در ایالت کنتاکی متولد شد و در ایالت ایندیانا بزرگ شد. او خود تحصیل کرده بود و به یک وکیل، رهبر حزب ویگ و نماینده مجلس نمایندگان ایالات متحده آمریکا از ایالت ایلینوی تبدیل شد. در سال ۱۸۴۹، او سیاست را ترک کرد و به وکالت پرداخت، اما پس از حدود ۵ سال در سال ۱۸۵۴ دوباره به دنیای سیاست بازگشت و به عنوان رهبر حزب تازه تأسیس جمهوری‌خواه شناخته شد. لینکلن در سال ۱۸۶۰ کاندیدای ریاست جمهوری شد و با پیروزی در تمامی ایالات شمالی به عنوان اولین رئیس‌جمهور از حزب جمهوری‌خواه برگزیده شد. عناصر طرفدار برده داری در جنوب پیروزی وی را با رد خواسته‌هایشان توسط شمال برای اعمال برده داری برابر دانستند و در نتیجه تجزیه ایالات متحده آمریکا (اتحادیه) را آغاز کردند.
ایالات تجزیه طلب جنوبی، ایالات مؤتلفه آمریکا (کنفدراسیون) را تشکیل دادند و به منظور تحکیم استقلال‌شان از اتحادیه، با نبرد فورت سامتر، جنگ داخلی آمریکا را آغاز کردند. لینکلن نیروهای خود را برای سرکوب تجزیه‌طلبان و احیای اتحادیه فراخواند.
به عنوان جمهوری‌خواهی میانه‌رو، لینکلن مجبور بود که با گروهی از جناح‌های مختلف حزب خود و حزب‌های دیگر در مورد سیاست‌هایش در قبال جنگ مدارا کند. «دموکرات‌های جنگ» جناح بزرگی از دموکرات‌ها که سابقاً مخالف جمهوری‌خواهان بودند از سیاست‌های میانه‌رو او حمایت کردند، اما «جمهوری‌خواهان تندرو»، که خواستار برخورد سخت‌تری با ایالات جنوبی بودند، به مخالفت با او پرداختند. «دموکرات‌های ضدجنگ» نیز او را مورد انتقادات شدیدی قرار دادند. لینکلن با استفاده از خصومت متقابل جناح‌ها، توزیع دقیق حمایت سیاسی در میانشان و توسل به مردم ایالات متحده، مخالفت آن‌ها را مدیریت کرد. سخنرانی او در گتیسبرگ به یک نطق تاریخی و تأثیرگذار در زمینه ملی‌گرایی، جمهوری‌خواهی، حقوق برابر، آزادی و دموکراسی تبدیل شد.
لینکلن در زمینه استراتژی و تاکتیک‌های جنگ، شخصاً ژنرال‌ها را انتخاب می‌کرد و تصمیم محاصره دریایی تجارت جنوبی‌ها را اتخاذ کرد. او قانون قرار احضار زندانی را لغو کرد و با خنثی‌سازی قضیه ترنت جلوی مداخله بریتانیا در جنگ داخلی را گرفت. او در میانه جنگ با صدور اعلامیه آزادی بردگان و دستور خود مبنی بر این که ارتش اتحادیه از بردگان سابق محافظت خواهد کرد و حتی آن‌ها را در ارتش استخدام می‌کند، پایان برده‌داری در ایالات متحده را تدوین و مهندسی کرد. وی همچنین ایالت‌های مرزی (ایالت‌هایی که در میان شمال و جنوب قرار داشتند و در جنگ داخلی در جبهه اتحادیه جنگیدند، ولی هنوز برده‌داری را ملغی نکرده بودند) را به غیرقانونی کردن برده‌داری تشویق کرد و از متمم سیزدهم قانون اساسی ایالات متحده، که برده داری در سراسر کشور را غیرقانونی اعلام کرد، حمایت کرد.
لینکلن در انتخابات ریاست‌جمهوری ۱۸۶۴ با اختلاف بالای آرای الکترال برای دور دوم انتخاب شد. وی به دنبال متحد کردن ملتی که با جنگ داخلی از هم جدا شده بودند، بود. در ۱۴ آوریل ۱۸۶۵، تنها چند روز پس از پایان جنگ، لینکلن با همسرش مری به دیدن یک نمایش در تئاتر فورد رفته بود، که توسط جان ویلکس بوث هوادار کنفدراسیون ترور شد. از لینکلن به عنوان قهرمان ایالات متحده یاد می‌شود و او به‌طور مداوم به عنوان یکی از بهترین رهبران در تاریخ آمریکا و جزو تاثیرگذارترین افراد تاریخ بشریت رتبه‌بندی می‌شود.
هرساله یادبود لینکلن میزبان هزاران بازدید کننده است. ناو هواپیما بر آبراهام لینکلن، اسکناس پنج دلاری آمریکا، پنی، پایتخت ایالت نبراسکا و ۱۹ شهرستان دیگر به یاد او نامگذاری شده است. مجسمه لینکلن در بیش از ۴ کشور دیگر یافت می‌شود و در ایران نیز کتابخانه آبراهام لینکلن به یاد او نامگذاری شده بود.

## دوران آغازین

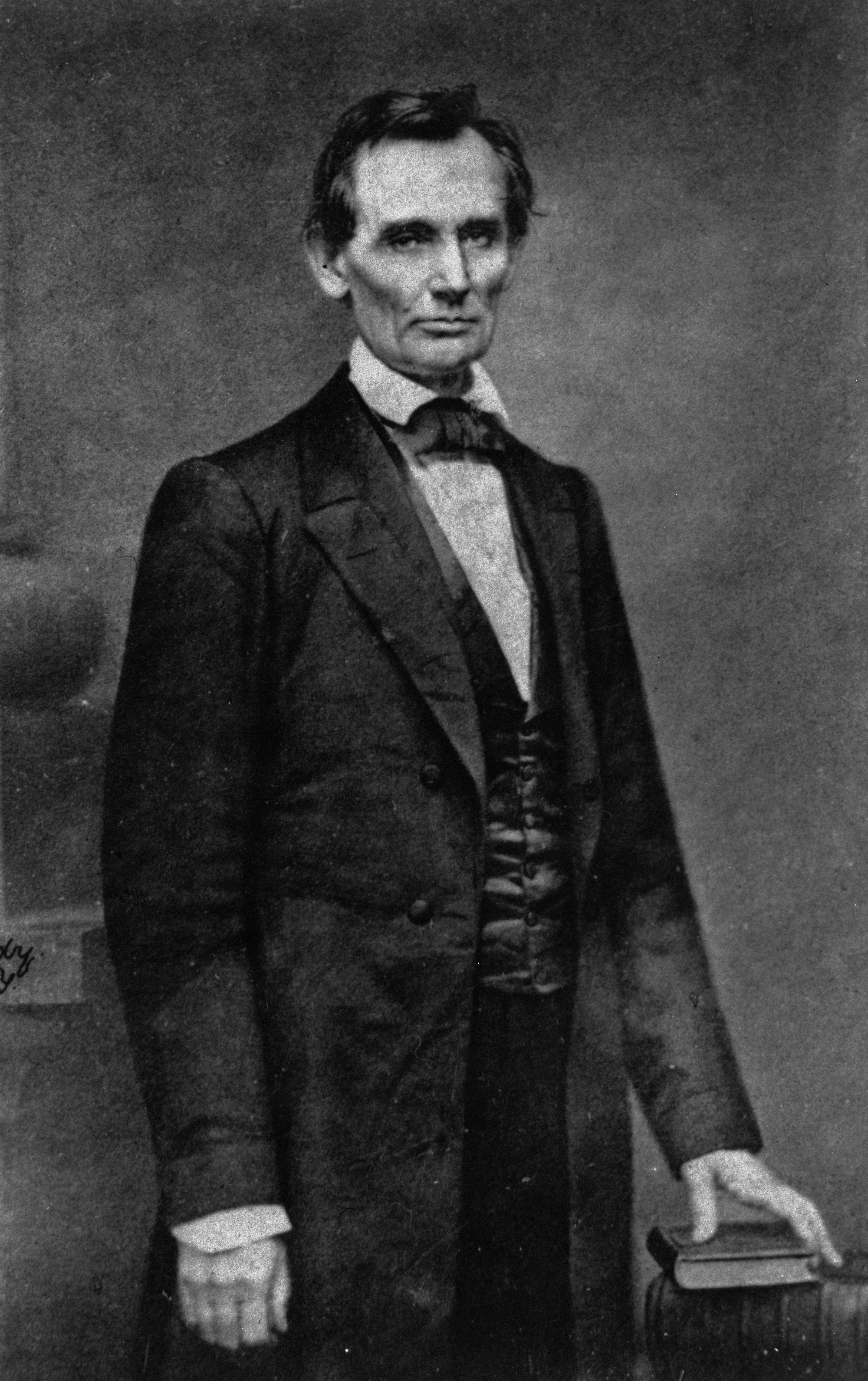
آبراهام لینکلن

آبراهام لینکلن در ۱۲ فوریه ۱۸۰۹ (هم‌روز با چارلز داروین) در کلبه‌ای چوبی در مزرعهٔ سینکینگ اسپرینگ، به مساحت یک چهارم کیلومتر مربع، به دنیا آمد. پدرش توماس لینکلن و مادرش ننسی هانکز بود. او از نوادگان ساموئل لینکلن انگلیسی که در سال ۱۶۳۸ از هینگهام، نورفک به شهر همنامش هینگهام، ماساچوست مهاجرت کرد، بود. خانواده وی آنگاه به غرب مهاجرت کردند و از نیوجرسی، پنسیلوانیا و ویرجینیا گذشتند.

### اولین استخدام
در هفده سالگی، آبراهام برای مدتی خانه خانواده را ترک کرد و در کشتی در تقاطع اندرسون و اوهایو کار کرد. در نوزده سالگی، خواهرش سارا را از دست داد که در هنگام به دنیا آوردن اولین فرزندش درگذشت. در آوریل ۱۸۲۸، او قراردادی را با جیمز جنتری، ساکن منطقه خودش امضا کرد، طبق آن قرار بود یک قایق محصولات کشاورزی را به نیواورلئان بیاورد. این سفر سه ماه به طول انجامید و در این مدت او با یکی از پسرانش جنتری به اوهایو و سپس به می‌سی‌سی‌پی سفر کرد جایی که آنها مجبور بودند با جریانات شدید و حمله به محموله‌های خود روبرو شوند. در بازگشت به ایندیانا، آبراهام ۲۵ دلاری را که درآمد این قرارداد برایش بود به پدرش داد.
در مارس ۱۸۳۰، زمانی که آبراهام ۲۱ ساله بود توماس لینکلن تصمیم می‌گیرد به سرزمین‌های حاصلخیز ایلینوی، در حاشیه رود سنگامون برگردد. پسرش به او کمک می‌کند تا سرزمین جدید خود را پاکسازی کند. زمستان بعدی سخت بود و خانواده چندین ماه در برف و یخبندان گرفتار بودند. در مارس ۱۸۳۱، آبراهام قصد داشت با دادن پیشنهادی به یک دلال به نام دنتون آفوت، برای حمل بار به نیواورلئان درآمد کسب کند. بنظر می‌رسد که آفوت خودش دارای قایق نیست. او، با پسر عمویش جان هنکس و جان جانستون (پسر سارا لینکلن) یک قایق را در ساحل سنگامون می‌سازند؛ بنابراین لینکلن دریانورد شد و سفری به می‌سی‌سی‌پی تا نیواورلئان انجام داد. در بازگشت، وی در دهکده نیو سالم در رودخانه سنگامون اقامت گزید و سپس به شغلهایی همچون انبار داری، پستچی، و سرپرست کار پرداخت.

## انتخابات
لینکلن در سال ۱۸۵۵ برای حضور در مجلس سنای آمریکا نامزد شد و یک سال پس از آن به حزب جدید جمهوری‌خواه پیوست. وی توانست با وجود شکست از فریمونت نامزد این حزب در رقابت‌های انتخاباتی سال ۱۸۵۶، در سمت معاون بالقوه وی به محبوبیت فراوانی در میان افکار عمومی آمریکا دست یابد. وی توانست در کنوانسیون جمهوری خواهان برای رقابت‌های انتخابات ریاست جمهوری سال ۱۸۶۰ به کسب نامزدی این حزب نایل آید و بالاخره در این انتخابات به پیروزی برسد.

## دوران ریاست جمهوری
لینکلن از آغازین ماه‌های زمامداری‌اش نشان داد که به رغم نظر جیمز بوکانان، معتقد است که دولت ملی قدرت مواجهه با شورشیان را داراست. او گرچه با نظام برده‌داری مخالفت نمی‌ورزید، اما به سرعت دریافت که جنگ داخلی، در کشورش، نمی‌تواند بدون آزادی برده‌ها، به سرانجامی مطلوب برسد. او از یک سو با مخالفت جمهوریخواهان تندرو مواجه بود و از سوی دیگر باید تلاش می‌کرد تا دموکرات‌های طرفدار صلح را با خود همراه کند. تلاش‌های وی برای یافتن راهی میانه در سال ۱۸۶۴ به ثمر نشست و وی برای بار دوم سمت ریاست جمهوری در کشورش را بر عهده گرفت. لینکلن در مراسم تحلیف بر مسامحه با جنوب صحه گذاشت، اما پیش از اینکه این اندیشه وی به بوته آزمایش گذاشته شود، درگذشت.
آبراهام لینکلن در خانواده‌ای فقیر در کنتاکی به دنیا آمد. پدرش، در حالی که تنها تبری برای گذران زندگی بهمراه داشت، از آنجا به همراه خانواده خود مهاجرت کرد، و بسوی شهر ایندیانا پیش رفت، پس در شهر ایندیانا، کلبه‌ای چوبی، بدون در و پنجره ساخت که کف آن پر از علف‌های وحشی بود. او برای آنها، رختخواب‌هایی، که تشک آن را با برگ خشک پرکرده بودند به همراه، یک یا دو چهارپایه، یک میز و یک کتاب مقدس فراهم آورد، که همه اثاثیه و دارایی آن‌ها را تشکیل می‌داد.

### انتصابات، مصوبات و کابینه
لینکلن در دوران ریاست خود بیشتر توجه خود را به مسائل نظامی و سیاست معطوف کرد، اما با حمایت شدید او بود که دولت آمریکا نظام بانک ملی فعلی را از طریق قانون بانک ملی راه‌اندازی نمود. دولت لینکلن تعرفه موریل را برای افزایش درآمد افزایش داد و برای نخستین بار مالیات بر درآمد را اعمال کرد، صدها میلیون دلار اوراق بهادار و اسکناسهای کاغذی چاپ کرد، مهاجرت از اروپا را ترغیب نمود، نخستین راه‌آهن میان قاره‌ای را به راه انداخت، وزارت کشاورزی آمریکا را بنا نهاد و از طریق قانون همستید مصوب ۱۸۶۲ مالکیت زمین‌های کشاورزی را ترویج کرد. در دوران جنگ، وزارت دارایی او به شیوه‌ای کارآمد تجارت پنبه را در نواحی اشغال شده جنوب تحت کنترل گرفت.

#### دولت و کابینه

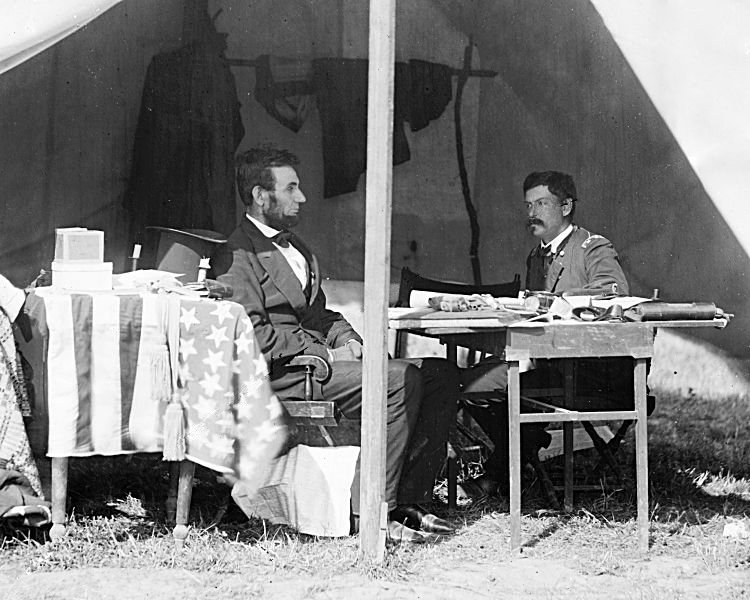

از مشخصه‌های بارز لینکلن این بود که به رقیبان سیاسی اش در کابینه پستهای مهم می‌داد تا تمامی گروه‌های حزب را در یک جهت نگه دارد و به آن‌ها امکان دهد تا با یکدیگر مبارزه کنند، اما علیه لینکلن متحد نشوند. تاریخ نویسان معتقدند که کابینه او به استثنای کامرون، گروهی بسیار کارآمد بود.
| سمت                            | نام                                   | دوره تصدی |
| رئیس‌جمهور ایالات متحده         | آبراهام لینکلن                        | ۱۸۶۵–۱۸۶۱ |
| معاون رئیس‌جمهور ایالات متحده   | هنیبال هملین                          | ۱۸۶۵–۱۸۶۱ |
|                                | اندرو جانسون                          | ۱۸۶۵      |
| وزیر امور خارجه ایالات متحده   | ویلیام سووارد                         | ۱۸۶۵–۱۸۶۱ |
| وزیر دارایی ایالات متحده       | سالمون چیس                            | ۱۸۶۴–۱۸۶۱ |
|                                | ویلیام فسندن                          | ۱۸۶۴–۱۸۶۵ |
|                                | هوگ مک کولوچ                          | ۱۸۶۵      |
| وزیر جنگ ایالات متحده          | سیمسون کامرون                         | ۱۸۶۲–۱۸۶۱ |
|                                | ادوین استانتون                        | ۱۸۶۵–۱۸۶۲ |
| وزیر دادگستری ایالات متحده     | ادوارد بیتس                           | ۱۸۶۴–۱۸۶۱ |
|                                | جیمز اسپید                            | ۱۸۶۵–۱۸۶۴ |
| رئیس کل پست ایالات متحده       | مونتکومری بلر                         | ۱۸۶۴–۱۸۶۱ |
|                                | ویلیام دنیسون (فرماندار ایالت اوهایو) | ۱۸۶۵–۱۸۶۴ |
| وزیر نیروی دریایی ایالات متحده | گیدئون ولز                            | ۱۸۶۵–۱۸۶۱ |
| وزیر کشور ایالات متحده         | کیبل اسمیت                            | ۱۸۶۳–۱۸۶۱ |
|                                | جان آشر                               | ۱۸۶۵–۱۸۶۳ |

#### دادگاه عالی
لینکلن قضات زیر را برای دادگاه عالی ایالات متحده برگزید:
- نوا هاینس سوآین – ۱۸۶۲
- ساموئل فریمن میلر- ۱۸۶۲
- استفان جانسون فیلد- ۱۸۶۳
- سالمون چیس- ۱۸۶۴

#### مصوبات مهم رئیس‌جمهور
با امضای لینکلن موارد زیر تصویب شد:
- قانون درآمد مصوب ۱۸۶۱
- قانون همستد
- قانون Morrill Land- Grant College
- صدور «اعلامیه آزادی بردگان» در ۱۸۶۲ و افزودن آن به متمم سیزده قانون اساسی ایالات متحده آمریکا.[۶]
- قانون درآمدهای داخلی مصوب ۱۸۶۲
- قوانین راه‌آهن پسفیک مصوب سال‌های ۱۸۶۲–۱۸۶۴
- تأسیس وزارت کشاورزی ایالات متحده در ۱۸۶۲
- قانون بانکداری ملی – ۱۸۶۳
- قانون درآمدهای داخلی مصوب ۱۸۶۴

## ترور

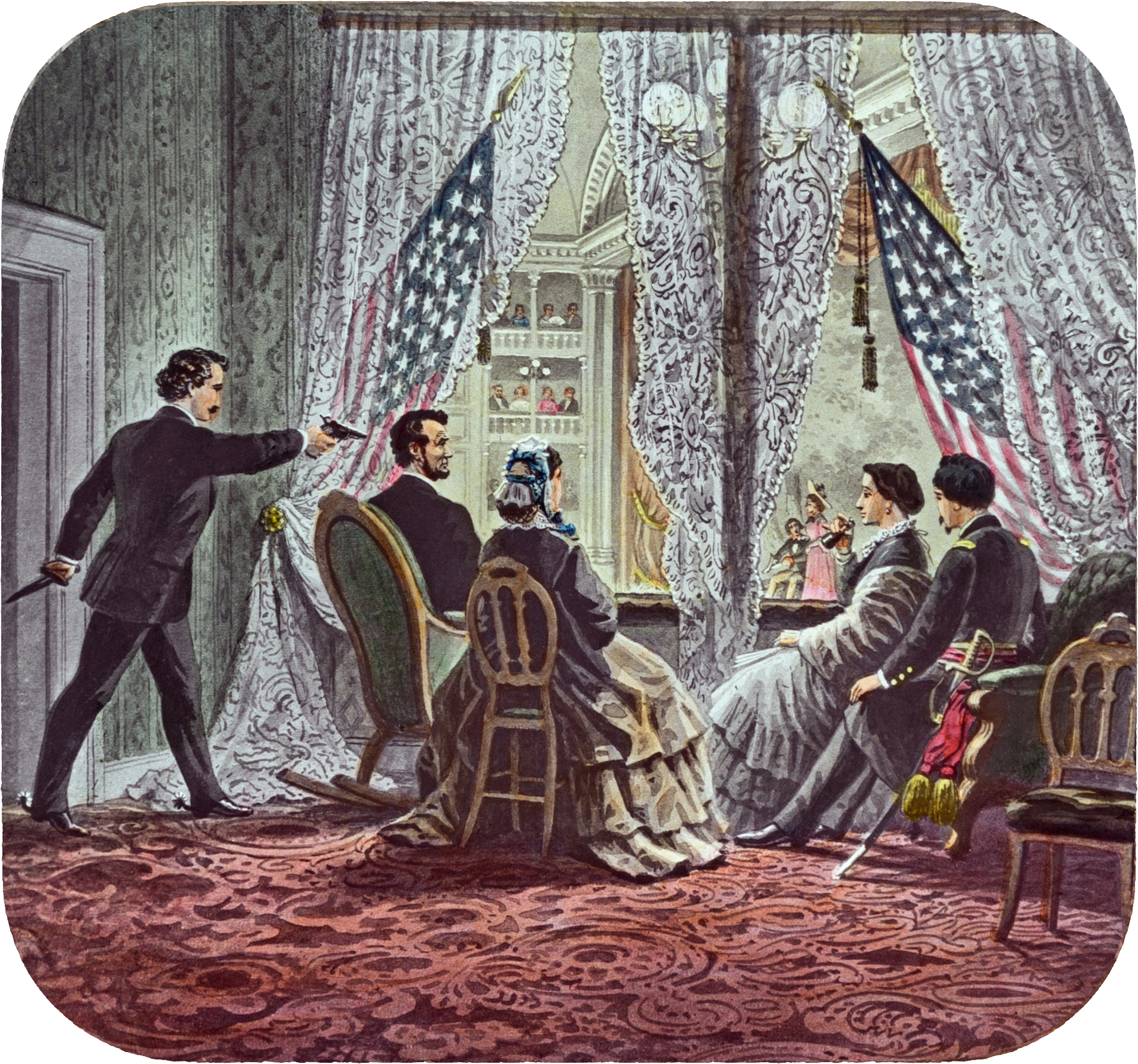
ترور آبراهام لینکلن در سالن تئاتر، از چپ به راست جان ویلکس بوث، قاتل، و مری تاد لینکلن

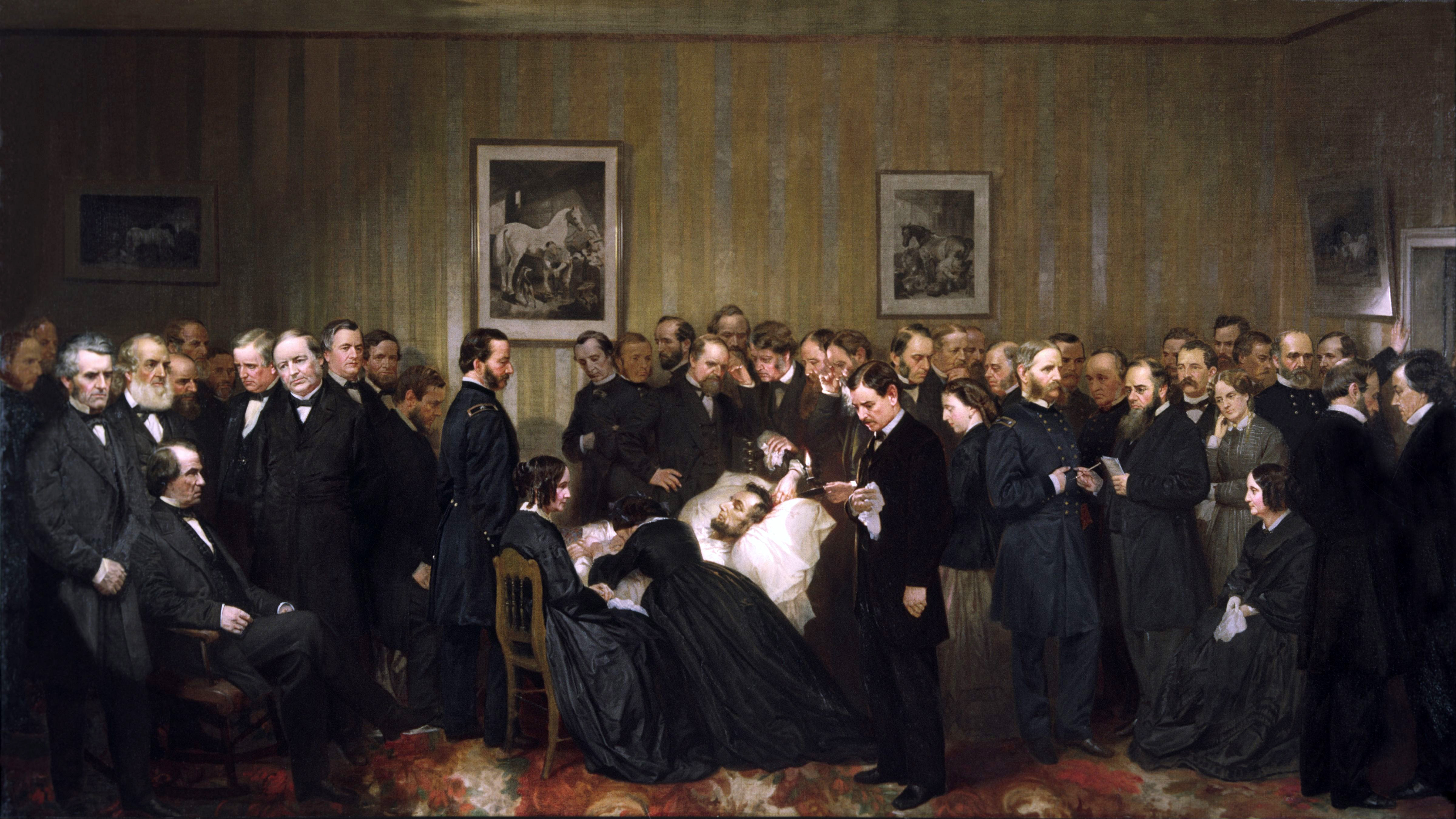
آخرین ساعات آبراهام لینکلن، اثر آلونزو چَپِل، آخرین لحظات زندگی پرزیدنت لینکُلن را در پی واقعهٔ ترور رئیس‌جمهور در سالن تئاتر را به تصویر کشیده است. تابلو تمامی چهره‌های سیاسی، ژنرال‌های ارتش و اعضای خانواده پرزیدنت لینکُلن را که در ساعات مختلف شب ۱۴ آوریل تا صبح ۱۵ آوریل ۱۸۶۵ برای عیادت، بر بالین رئیس‌جمهور در حال مرگ رفتنه‌بودند را در خانهٔ پترسون به تصویر کشیده است.

لینکلن در جمعه ۱۴ آوریل ۱۸۶۵ توسط یک بازیگر تئاتر به نام جان ویلکس بوث در آمفی‌تئاتر فورد مورد اصابت گلوله قرار گرفت و در صبح روز شنبه ۱۵ آوریل ۱۸۶۵ درگذشت. جان ویلکس بوث بازیگر مشهور و جاسوس متفقین از مریلند بود. اگر چه او هرگز به ارتش کنفدراسیون ملحق نشد، اما با سرویس مخفی کنفدراسیون تماس داشت.

## میراث و بزرگداشت
یادبود و گرامی‌داشت آبراهام لینکلن، یکی از محبوب‌ترین رئیس جمهوران آمریکا، طیف و گستره وسیعی را در اقصی نقاط آمریکا داشته که تا به امروز نیز ادامه دارد.

## نگارخانه

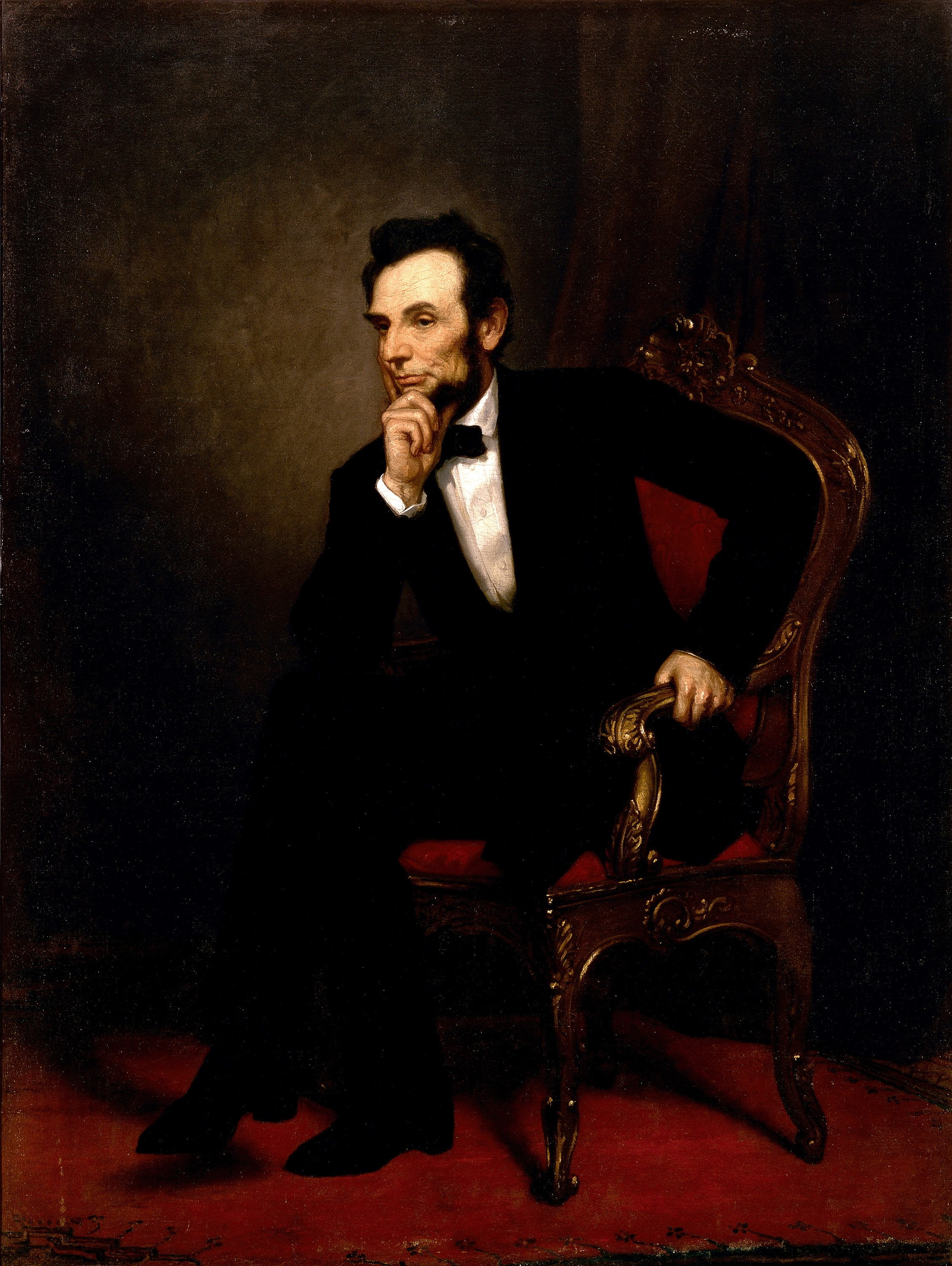
آبراهام لینکلن
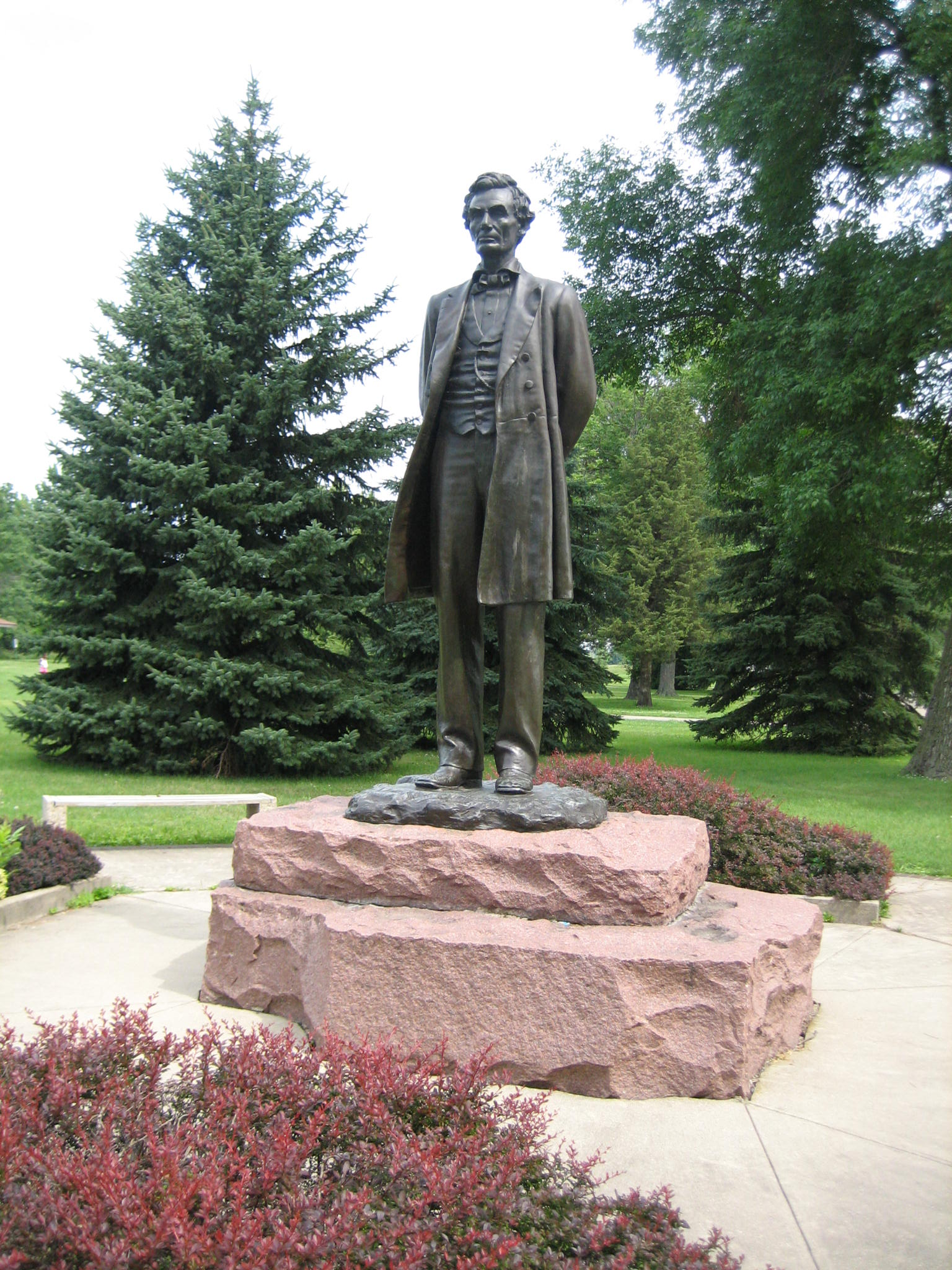
تندیس لینکلن
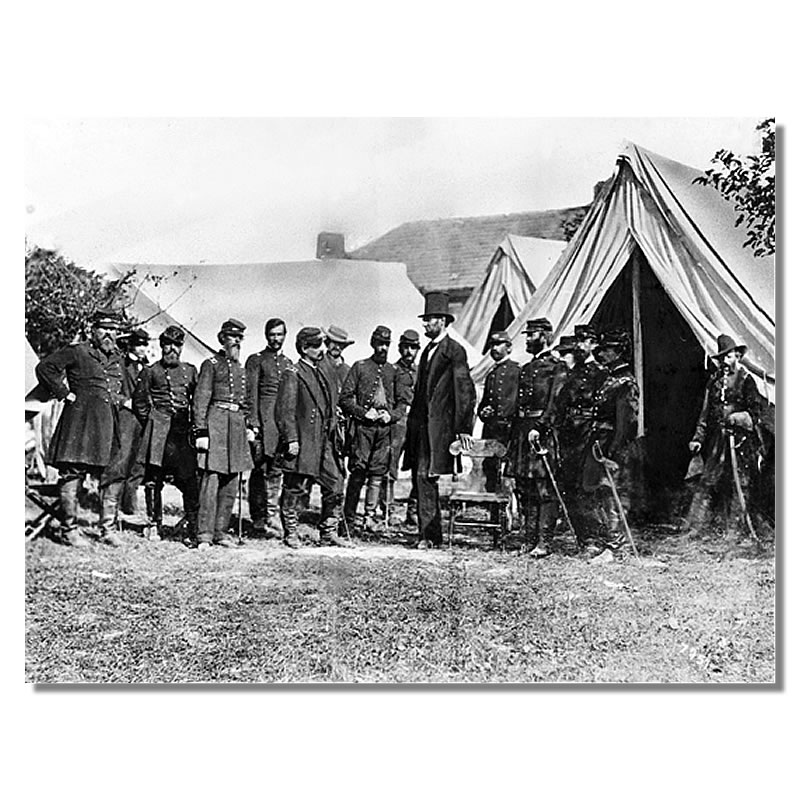
لینکلن در دیدار از فرماندهان خود
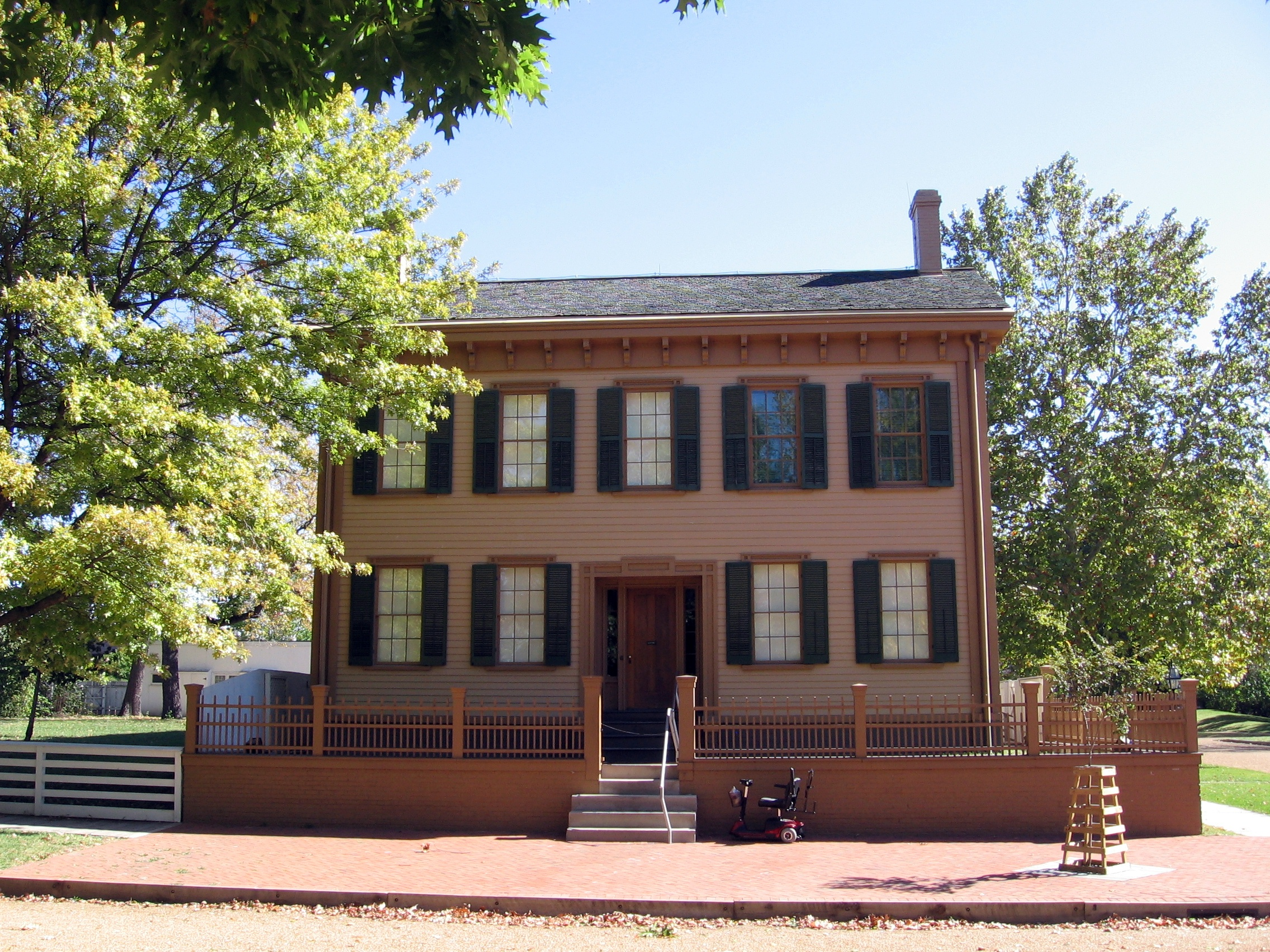
منزل لینکلن
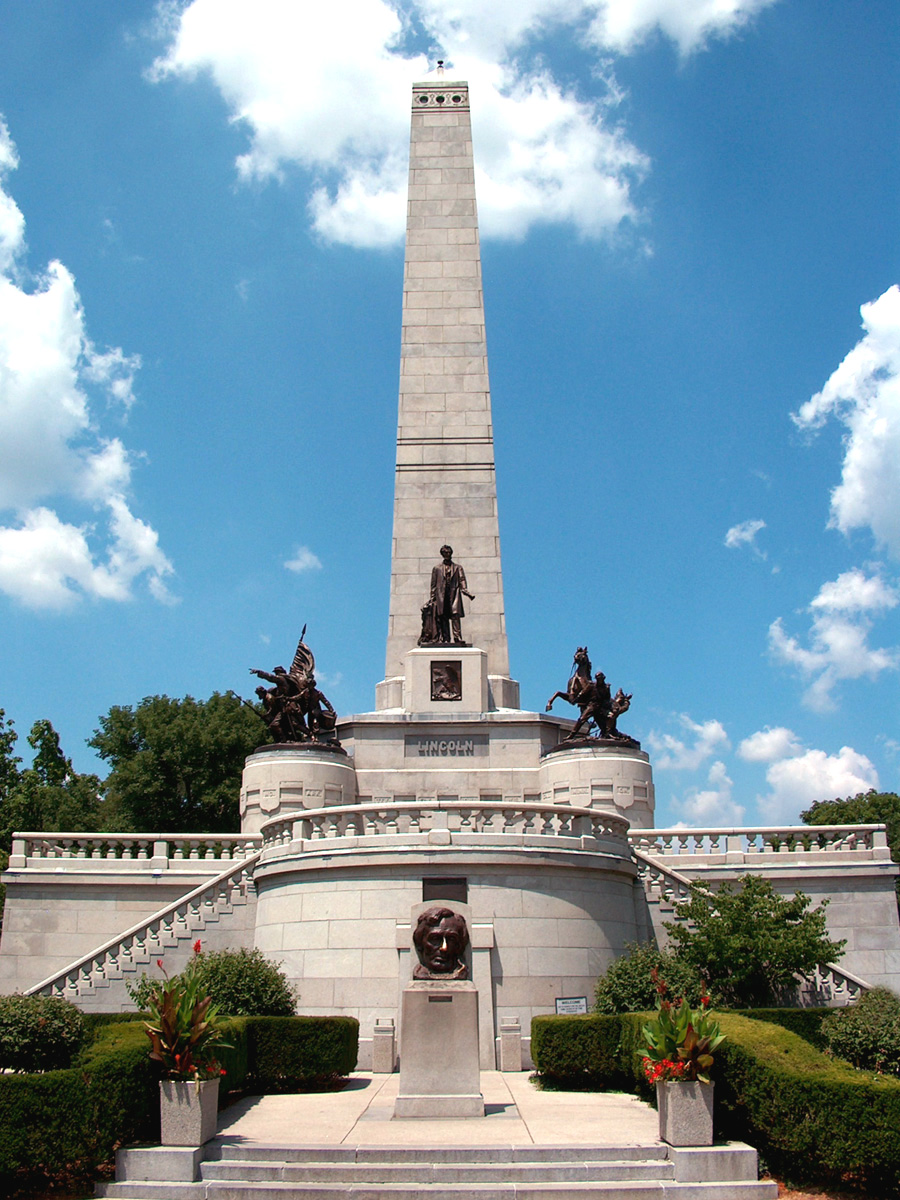
مقبره لینکلن در ایلینوی
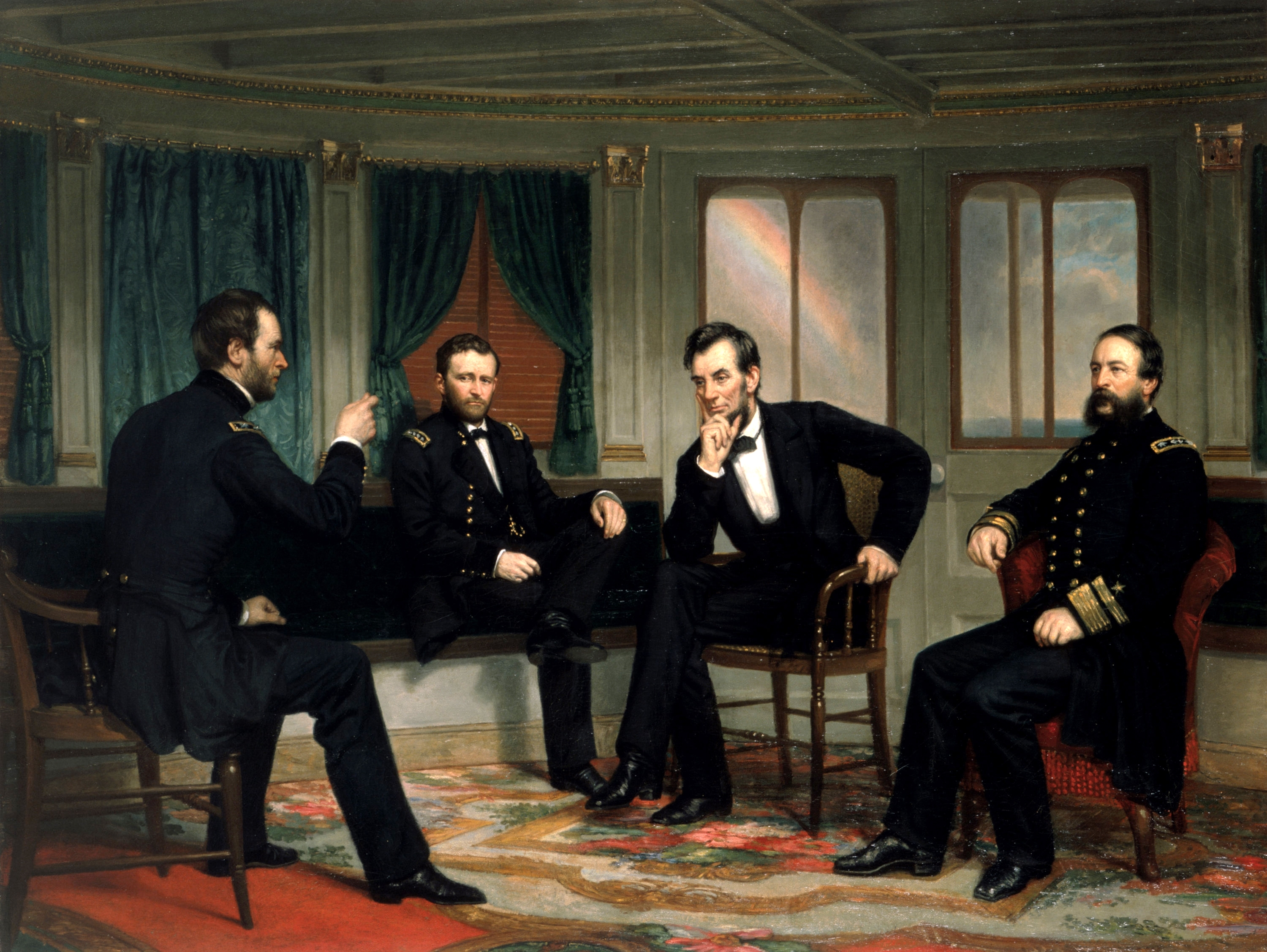
آبراهام لینکلن، ژنرال گرانت و ادمیرال پورتر در حال شنیدن اظهارات ژنرال شرمن.
اثر جرج پیتر الکساندر هیلی